# Dive (Orne Saosnoise)
Die Dive ist ein Fluss in Frankreich, der im Département Sarthe in der Region Pays de la Loire verläuft.

## Verlauf
Sie entspringt im Gemeindegebiet von Marollette und entwässert generell in südlicher Richtung. In ihrem Oberlauf durchquert sie die Stadt Mamers und erreicht nach rund 19 Kilometern an der Gemeindegrenze von Saint-Aignan und Marolles-les-Braults die Orne Saosnoise, in den sie als rechter Nebenfluss einmündet.

## Orte am Fluss
(Reihenfolge in Fließrichtung)
- Mamers
- Saint-Rémy-des-Monts
- Saint-Vincent-des-Prés
- Moncé-en-Saosnois
- Avesnes-en-Saosnois
- Peray